# Палдум, Ханка
Ханка Палдум (босн. Hanka Paldum; род. 28 апреля 1956) — боснийская певица, исполнительница народных песен и севдалинок, основательница лейбла Sarajevo Disk. Она считается одной из лучших исполнительниц севдалинок XX века и популярна как в своей родной Боснии, так и в других странах бывшей Югославии.

## Биография

### 1956—1971: Ранние годы и семья
Ханка Палдум родился в городе Чайниче на востоке Боснии в семье боснийцев-мусульман Муйо и Пембы. У неё есть старший брат Мустафа и две сестры, Раза и Расема. Её отец был лесорубом а мать ткала ковры. Ханка как старшая дочь в семье стала помогать матери по хозяйству в возрасте пяти лет. Когда Палдум было семь лет её семья переехала во Вратник, пригород Сараева..
Палдум начала петь в первом классе в составе хора в её начальной школе. В возрасте двенадцати лет Ханка начала петь на мероприятиях культурной ассоциации «Братство», в которой состоял её брат Мустафа. Она принимала участие в различных любительских певческих конкурсах, которые нередко выигрывала. Её отец считал, что она должна сделать карьеру, приносящую стабильный доход, но тем не менее Ханка решила стать профессиональной певицей.

### 1972—1978: Радио Сараево, первые записи и замужество
Палдум прошла прослушивание на радио Сараево и начала брать уроки вокала. После двух лет напряженной работы она сделала свои первые записи для архива радио Сараево. Это были севдалинки — традиционные боснийские любовные городские песни. Её первой записью была старая севдалинка «Moj behare». Она продолжала записывать песни и записала более ста севдалинок для архива радио.
Палдум записала и выпустила свой первый мини-альбом в 1973 году в возрасте семнадцати лет, когда продюсер и композитор Мият Божович предложил ей сотрудничество для записи двух синглов «Ljubav žene» и «Burmu ću tvoju nositi» совместно с народным оркестром радио и телевидения Сараево. Она записала ещё пять мини-альбомов в течение двух лет, прежде чем выпустила свой дебютный студийный альбом «Voljela sam oči nevjerne» 13 февраля 1974 года.
В 1975 году Ханка заняла первое место на фестивале самодеятельных певцов «Pjevamo danu mladosti» с песней «Pokraj puta rodila jabuka», написанной Миятом Божовичем. Они продолжили сотрудничество, и вскоре Божович написал для неё песню «Voljela sam oči zelene», которая за несколько месяцев стала хитом и долгое время оставалась коронной песней в репертуаре Ханки. После успеха «Voljela sam oči zelene» она выступала в качестве дебютантки на фестивале в Илидзе с песней «Ja te pjesmom zovem». Эта песня также стала большим хитом.
Ханка познакомилась со своим первым мужем Мурадифом Брикичем когда он изучал литературу в Сараевском университете, в то время как она училась в средней школе. После трёх или четырёх месяцев дружбы они начали встречаться. Они поженились вскоре после того, как он окончил университет в конце 1970-х годов. Вскоре после этого он был призван на службу в Югославскую народную армию, а Ханка отправилась в свой первый большой югославский тур с Мехо Пузичем.
От первого мужа у неё было двое детей: дочь Минела и сын Мирзад.
Ханка начала петь во многих элитных местах Сараева вместе с Омером Побричем, талантливым и популярным аккордеонистом, и тем самым получала вокальный и исполнительский опыт.

### 1979—1982: альбомыVoljela sam, voljela,ČežnjaиSanjam
В 1979 году её муж закончил службу в армии. Затем они с Ханкой и Брако Херло основали звукозаписывающую компанию под названием «Sarajevo Disk». Они подписали контракт с рок-группой «Vatreni Poljubac», которую возглавлял Милич Вукашинович. Услышав песню Милича «Volio sam volio», Мурадиф порекомендовал записать эту песню Ханке. Она записала свою версию песни в «домашней студии», принадлежащей продюсеру и этно-поп-композитору Николе Бороте-Радовану. Их встреча сыграла важную роль в её карьере. Интерпретация Хэнки песни «Voljela sam, voljela» в 1978 году завоевала слушателей, было продано более миллиона копий; публика любила её, а музыкальные критики хвалили. Ханка получила признание во всей Югославии и ей предложили выступать с концертами. Она также завоевала множество наград.
В следующем году она записала ещё один сингл «Odreću se I srebra I zlata». В то же время она готовила полноформатный студийный альбом под названием Srebro i zlato, названный в честь песни. Наряду с Миличем Вукашиновичем, главным автором песен, присутствовали и другие известные имена из мира югославской фолк-, поп- и рок-музыки: Горан Брегович, Никола Борота-Радован, Бодо Ковачевич, Мият Божович, Благое Косанин.
С песней «Voljela sam, voljela» и альбомом Čežnja (1980) Ханка объединила народную и рок-музыку. Её работа была плохо воспринята музыкальными критиками, композиторами и коллегами. Они говорили, что её музыка подрывает традиционную народную музыку. Несмотря на это, альбом Čežnja пришёлся по душе большей части общественности, было продано более миллиона его копий. В 1982 году она выпустила альбом Sanjam, основным автором песен которого был Милич Вукашинович. Этот альбом принёс Ханке ещё больший успех.

### 1983—1991: группа Южни Ветар, гастроли и актёрские работы
Ханка начала свой гастрольный тур, и впервые в народной музыке состоялись концерты на больших спортивных аренах по всей Югославии. В Белграде в «Доме Синдиката», она за семь дней она провела 14 аншлаговых сольных концертов. Почти каждая песня в её новом альбоме стала хитом, особенно заглавная песня «Sanjam», хит «Ja te volim», а также «Ljubav je radost i bol» и «Voljeni moj». Она получила множество государственных музыкальных премий и победила на ряде музыкальных фестивалей. В этот период продюсерские компании боролись за права на её новые песни. Ханка с помощью мужа Мурадифа решила сотрудничать с белградским «Югописком». Считается, что бонус, который она получила от «Югописка» был самым высоким в Югославии. В 1983 году она выпустила альбом Dobro došli prijatelji, снова объединившись с автором песен Миличем Вукашиновичем.
Следующий её альбом Tebi ljubavi был выпущен в 1984 году и имел большой успех. Песни были написаны Мишо Марковичем. Самым большим хитом альбома стала баллада «Ali pamtim još».
В 1985 году вместе с композитором Миодрагом Иличем и ансамблем «Јужни ветар» она записала альбом Nema kajanja. Он стал одним из самых успешных альбомов года.
В следующий раз она вернулась к сотрудничеству с Миличем Вукашиновичем в 1986 году и записала альбом Bolno srce, в который вошли множество хитов, включая заглавную песню «Bolno srce». Для этого альбома она также записала севдалинку под названием «Sjećaš li se djevo bajna» с аккордеонистом Милорадом Тодоровичем.
У неё было камео в фильме Бенджамина Филиповича «Праздник в Сараеве» (1991) в сцене с Эмиром Хаджихафизбеговичем.
Палдум вышла замуж во второй раз за Фуада Хамзича. Этот брак также закончилось разводом.

### 1992—2008: распад Югославии, альбомыNek' je od srcaиŽena kao žena
Когда Югославия распалась и начались войны, Палдум провела это время в Сараево с 1992 по 1995 год.
Она сотрудничала с Хайрудином Варешановичем, солистом группы «Hari Mata Hari», в работе над альбомом 1999 года Nek' je od srca. Совместно они записали хит «Crni snijeg» вместе. Баллада «Svaka rijeka moru stići će» была названа радиостанциями «лучшей песней года».
В ноябре 2004 года она провела большой концерт в Зетра-арене, отметив три десятилетия своей карьеры. Среди гостей были Халид Бешлич, Алка Вуица, Йосипа Лизац, Эсма Реджепова, Саша Матич и Милич Вукашинович.
В дальнейшем она продолжила записывать песни, такие как «Žena kao žena», «Što da ne», «Sarajevo» и «Dođi», вошедшие в студийный альбом в 2006 года Žena kao žena под лейблом Hayat Production. Баллада «Mojoj majci» была самым большим хитом этого альбома.

## Дискография
- Voljela sam oči nevjerne (1974)
- Srebro i zlato (1979)
- Sjajna zvijezdo (1980)
- Čežnja (1980)
- Sanjam (1982)
- Dobro došli prijatelji (1983)
- Tebi ljubavi (1984)
- Nema kajanja (1985)
- Bolno srce (1986)
- Gdje si dušo (1988)
- Kani suzo izdajice / Tako me uzbuđuješ (1989)
- Vjetrovi tuge (1990)
- Nek' je od srca (1999)
- Džanum (2001)
- S' kim si — takav si (2003)
- Žena kao žena (2004)
- Što svaka žena sanja (2013)

## Фильмография

### Кино
- Praznik u Sarajevu (1991)

### Телевидение
- Në orët e vona (1982)
- Nad lipom 35 (2006)
- Lud, zbunjen, normalan (2009–2012); 2 эпизода